# Auf freiem Fusse
Auf freiem Fuße, op. 345, är en polka-francaise av Johann Strauss den yngre. Den framfördes första gången den 14 februari 1871 i Sofienbad-Saal i Wien.

## Historia
Året 1871 började gynnsamt för den 45-årige Johann Strauss. Den 5 januari, endast fem veckor före premiären av hans första scenverk, den komiska operetten Indigo und die 40 Räuber på Theater an der Wien, begärde han officiellt "att få bli befriad från sina ämbetsmässiga åtagande [såsom Hovbalsmusikdirektör] på grund av dålig hälsa...". Emedan Strauss hälsa verkligen hade besvärat honom det senaste decenniet, så var hans ansökan en förtäckt önskan om att lägga den tidsödande, fysisk utmattande och ekonomisk otacksamma rollen som dirigent av dansmusik åt sidan, och i stället ägna sin energi åt att komponera för scenen. Kejsare Frans Josef I av Österrike beviljade ansökningen den 12 januari 1871, varpå han dubbade Strauss till riddare av Frans Josefsorden "som erkännande av hans meriter som Hovbalsmusikdirigent och som Kompositör".
I verkligheten hade Strauss inga tankar på att avsäga sig sitt inflytande över stadens balsalar, konserthus och dansställen. Samtidigt som han ämnade gräva ny mark i Wiens teatervärld, tänkte han fortsätta med det relativa enkla arbetet med att arrangera melodier utifrån operettmusiken till orkestermusik och marscher. Det ständiga uppskjutandet av premiären av Indigo orsakade honom emellertid problem. I mitten av januari 1871, när premiären var fastställd till slutet av månaden, hade Strauss generöst erbjudit Wiens Författare- och Journalistförening "Concordia" en vals över teman från operetten att uppföras på deras karnevalsbal den 7 februari. Men när det blev klart att premiären inte skulle äga rum förrän efter balen ville inte Strauss låta framföra sina bästa melodier från Indigo i balsalen förrän de hade spelats på teaterscenen. I sista minuten drog han tillbaka sitt löfte om den utlovade valsen (senare publicerad som Tausend und eine Nacht) och erbjöd i stället ett annat stycke med teman från operetten: Shawl-Polka (op. 343).
Efter premiären av Indigo und die 40 Räuber den 10 februari försökte Strauss marknadsföra operetten på alla sätt. Till Juridikstudenternas bal den 14 februari arrangerade han en polka med musik från operetten och gav den titeln Auf freiem Fusse. En passande titel, dels för att titeln härstammar från texten till två av scenerna i akt II: Nr 9 "Kör och Lied" - "Wir sind frei, wir sind frei, wir sind frei von Tyrannei!" och Nr. 17 Final - "Freiheit, Freiheit, lasst die Losung sein", dels på grund av sin juridiska anspelning att "sätta någon på fri fot". Polkan bygger på följande delar från operetten:
- Tema 1A   -

Akt II Kör och Rövarsång (Nr. 9): Fantasca: "Folget Eures Hauptmanns Ruf und Gebot"
- Tema 1B   -

Akt II Duett (Nr. 12): Fantasca och Jaruo: "Bei der Nacht mit Dir im Wald allein"
- Trio            -

Akt I Inledning (Nr. 1), "più animato"-delen: Fantasca: "Drum lasst uns tanzen"
Musiken till juristbalen framfördes av Straussorkestern under ledning av kompositörens broder Eduard Strauss. Två av Wiens tidningar (Fremden-Blatt och Neues Wiener Tagblatt) hade likalydande recensioner: "Programmet med ny dansmusik var rikt representerat: Eduard Strauss hade komponerat en ny vals 'Hypothesen' [op. 72], en kommittémedlem [skrev] Schnellpolkan 'Um Mitternacht', och den nya polkan 'Auf freiem Fusse' presenterade den mest pikanta teman från Straussoperetten Indigo". Det föll även på Eduards lott att dirigera polkan vid det första publika framförandet vid sin söndagskonsert med Straussorkestern i Musikverein den 19 mars 1871.

## Om polkan
Speltiden är ca 3 minuter och 14 sekunder plus minus några sekunder beroende på dirigentens musikaliska tolkning.
Polkan var ett av flera verk där Strauss återanvände musik från operetten Indigo:
- Shawl-Polka, Polka-francaise, Opus 343
- Indigo-Quadrille, Opus 344
- Auf freiem Fusse, Polka francaise, Opus 345
- Tausend und Eine Nacht, vals, Opus 346
- Aus der Heimath, Polkamazurka, Opus 347
- Im Sturmschritt, Schnell-Polka, Opus 348
- Indigo-Marsch, Opus 349
- Lust'ger Rath, Polka-francaise, Opus 350
- Die Bajadere, Polka-schnell, Opus 351